# Hugo Garay
Hugo Hernán Garay (ur. 27 listopada 1980 w Tigre) – argentyński bokser, były zawodowy mistrz świata organizacji WBA w kategorii półciężkiej (do 175 funtów).

## Kariera amatorska
W 1998 w Buenos Aires wywalczył tytuł wicemistrza świata juniorów, natomiast w 1999 otrzymał brązowy medal igrzysk panamerykańskich. Reprezentował Argentynę na igrzyskach olimpijskich w Sydney (2000), przegrał jednak już w swojej pierwszej walce na tym turnieju.

## Kariera zawodowa
Pierwszą zawodową walkę stoczył w lipcu 2001. W swoim 21. pojedynku stanął przed szansą zdobycia tytułu mistrza świata organizacji WBO, przegrał jednak na punkty decyzją większości z Zsoltem Erdeiem. Następnie wygrał trzy kolejne pojedynki z mniej znanymi bokserami, po czym 26 lutego 2005 stanął do walki rewanżowej z Erdeiem. Garay ponownie przegrał, tym razem po niejednogłośnej decyzji na punkty.
27 kwietnia 2008 miał walczyć z Danny Greenem o tytuł mistrza świata organizacji WBA, Australijczyk ogłosił jednak wcześniej zakończenie kariery i zrezygnował z mistrzowskiego pasa. Garay zmierzył się więc o wakujący tytuł z Jurijem Baraszianem. 3 lipca 2008 Garay pokonał Ukraińca i zdobył mistrzowski tytuł. 22 listopada 2008 roku, w swojej pierwszej obronie mistrzowskiego pasa, pokonał jednogłośnie na punkty Jürgena Brähmera.
Tytuł stracił niespodziewanie 20 czerwca 2009, przegrywając decyzją większości na punkty z Gabrielem Campillo. 27 marca 2010 zmierzył się z Chrisem Henrym w walce eliminacyjnej WBA. Garay przegrał przez techniczny nokaut już w pierwszej rundzie. 17 lipca 2011 podjął próbę zdobycia pasa WBO w wadze junior ciężkiej jednakże został znokautowany w dziesiątej rundzie przez obrońcę tytułu Marco Hucka. 